# Iwan Szyszman
Iwan Szyszman (bułg.: Иван Шишман, Iwan Sziszman) – car bułgarski w latach 1371 – 1395. Syn cara Iwana Aleksandra.

## Pochodzenie
Iwan Szyszman był synem cara Iwana Aleksandra i jego drugiej żony Sary Teodory. W 1345 roku car zmusił swą pierwszą żonę Teodorę Wołoszkę do wstąpienia do klasztoru i ożenił się z Żydówką Sarą, która na chrzcie przyjęła również imię Teodory. Aby pozbawić syna z pierwszego małżeństwa, Iwana Stracimira praw do korony, Iwan Aleksander nadał mu w 1355 roku władzę w prowincji widyńskiej. W 1363 roku Iwan Aleksander podzielił swe państwo pomiędzy synów: starszy Iwan Stracimir otrzymał ziemię widyńską aż do Iskyru. Iwan Szyszman, ulubieniec ojca, został władcą większej części państwa ze stolicą Tyrnowem. Car rozporządził, że po jego śmierci starszy syn ma podlegać młodszemu.

## Objęcie władzy
Po śmierci Iwana Aleksandra Iwan Szyszman objął władzę w Tyrnowie. Wbrew rozporządzeniu ojca Iwan Stracimir natychmiast po śmierci ojca wypowiedział posłuszeństwo bratu i jeszcze w 1371 roku ogłosił się w Widyniu carem. Aby nie podlegać patriarsze w Tyrnowie, podporządkował się patriarsze w Konstantynopolu. W obliczu inwazji tureckiej na Bałkany Bułgaria rozpadła się na dwa wrogie sobie państwa.
Jeszcze w tym samym 1371 roku serbscy władcy z Macedonii Wukaszyn i Ugliesza podjęli wspólnie wyprawę przeciw Turkom, która zakończyła się klęską pod Czarnomenem na prawym brzegu Maricy. Po bitwie nad Maricą Turcy zajęli ziemie despoty Uglieszy z twierdzami Serres i Drama. Następca Wukaszyna, książę Marek panujący nad Prilepem uznał się wasalem tureckim, podobnie jak władcy północno-wschodniej Macedonii, rezydujący w Welbużdzie bracia Dejanowicze. Pod pretekstem, że Iwan Szyszman nie dotrzymał zawartego z nimi układu Turcy w 1372 roku wtargnęli na ziemie bułgarskie i po kilku bitwach zajęli zamki w Rodopach i północno-wschodnią Trację, w tym bułgarskie miasta Kazałagacz (obec. Ełchowo), Jamboł i Karnobat. Wkrótce potem zdobyli na Bizancjum bułgarskie porty: Messembrię, Anchialos i Sozopol. Car Iwan Szyszman uznał się lennikiem tureckim i zobowiązał się do płacenia mu corocznej daniny. W 1375 roku oddał sułtanowi za żonę swą siostrę Tamarę (Marę). Wykorzystując niepowodzenie brata Iwan Stracimir najechał ziemie położone wokół Sredca. W 1378 roku Turcy naruszyli pokój zawarty z Iwanem Szyszmanem i zaatakowali północno-zachodnie krańce jego państwa, próbując wbić klin między Bułgarię i Serbię. Zdobyli twierdze: Sztipone (obec.: Ichtiman) i Samokow. W 1382 roku po kilkuletnim oporze padł Sredec. W 1386 roku po krwawych walkach zdobyli również Nisz i Pirot.

## Klęska koalicji państw bałkańskich
Celem Turków było wbicie klina między Bułgarię a najsilniejsze państwo serbskie księcia Łazarza Hrebeljanovicia. Książę Lazar, władca większości ziem serbskich, zagrożony przez Turków zawarł sojusz z władcami Zety, Kosowego Pola, potężnym królem bośniackim Twertkiem I i z Iwanem Szyszmanem. Kiedy jednak Turcy w 1387 roku zaatakowali Serbię, Iwan Szyszman nie pospieszył swemu sojusznikowi z pomocą. Połączone siły serbskie i bośniackie rozbiły jednak sułtana Murada I pod Plocznikiem nad rzeką Toplicą. Iwan Szyszman zrzucił jarzmo tureckie i zamknął się w twierdzy Nikopol nad Dunajem. Sułtan starannie przygotował się do następnej wyprawy, postanawiając najpierw rozprawić się z najsłabszym przeciwnikiem – carem Iwanem Szyszmanem. W 1388 roku 30-tysięczna armia Alego-Paszy Czandarli nieoczekiwanie przekroczyła Starą Płaninę, spustoszyła północno-wschodnią Bułgarię i zdobyła Łowecz (obec. Prowadija), Szumen i Madarę. Trudny do zdobycia Łowecz Turcy zdobyli podstępem. Turecki oddział ekspedycyjny poprosił bułgarskiego komendanta o schronienie przed złą pogodą. W nocy Turcy wymordowali śpiących gospodarzy i przejęli fortecę. Obroniła się wówczas jedynie, znajdująca się w państwie dobrudżańskim Warna. Car Iwan Szyszman zamknął się w twierdzy Nikopol. Kiedy ataki Alego-Paszy nie mogły przełamać obrony bułgarskiej, z pomocą swemu wodzowi nadciągnął sułtan Murad I. Iwan Szyszman poprosił o pokój, obiecał uznać się wasalem sułtana i przekazać mu twierdzę Drystrę. Gdy zwlekał z oddaniem twierdzy, sułtan ponownie obległ Nikopol. Car skapitulował. W tym czasie zwierzchnictwo tureckie uznał również władca Dobroticy Iwanko.

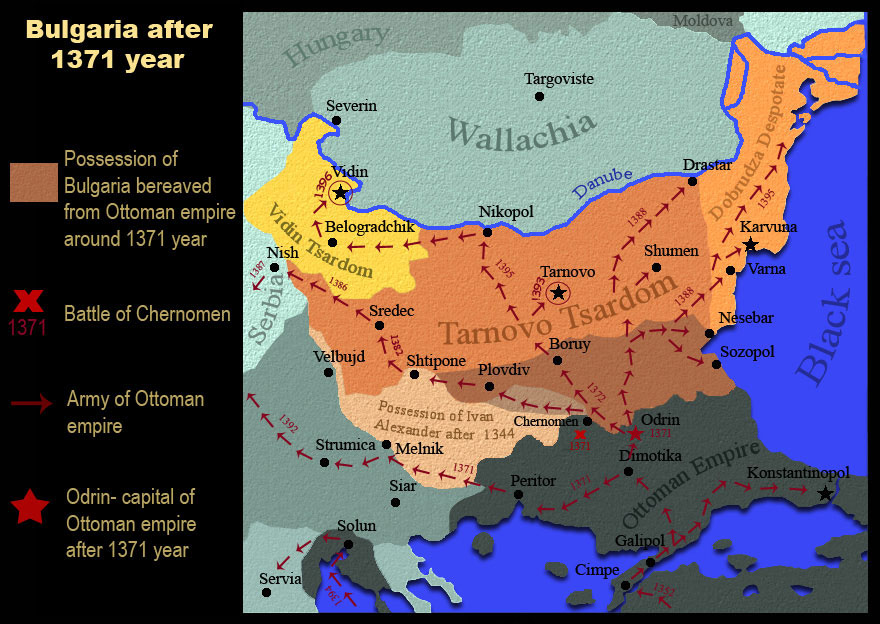
Bułgaria po 1371 roku

W 1389 roku Murad I wtargnął z wielką armią poprzez ziemie macedońskie na Kosowe Pole. W dniu świętego Wita, 15 czerwca, pod Prisztiną rozegrała się wielka bitwa, która przesądziła o losach cesarstwa tyrnowskiego. W bitwie zginął wprawdzie sułtan Murad I. Jego syn Bajazyd I odniósł jednak zwycięstwo nad siłami serbskimi, a książę Lazar został wzięty do niewoli i ścięty. Serbia pozbawiona władcy przyjęła zwierzchnictwo sułtana. W 1391 roku Bajazyd spustoszył ziemie graniczącego z Bułgarią od północy hospodarstwa wołoskiego Iwana Mirczy, który rok wcześniej zdobył turecką Drystrę oraz dobrudżańskie księstwo Iwanki i ogłosił się „despotą ziem Dobroticy i hospodarem Drystry”. Po uporczywej obronie Iwan Mircza uznał zwierzchnictwo tureckie i oddał Turkom niedawno zdobyte: Drystrę i Dobrudżę.

## Podbój Bułgarii
Wiosną 1393 roku Bajazyd I obległ z wielką armią Tyrnowo. Miasto broniło się przez 3 miesiące pod przewodem patriarchy Eutymiusza. Dopiero głód, a być może i zdrada oddały je 17 lipca Turkom. Zdobywcy zniszczyli cerkwie, wymordowali bojarów wraz z rodzinami, wywieźli z miasta patriarchę Eutymiusza i zamknęli w monasterze w Baczkowie, a ludność przesiedlili do Azji Mniejszej. Po upadku Tyrnowa Bajazyd I obległ Nikopol, gdzie obwarował się Iwan Szyszman. W wyniku pertraktacji carowi udało się na pewien czas utrzymać w zdobytej już przez Turków twierdzy. Ostatni car tyrnowski został wtrącony do więzienia w Płowdiwie i tam zmarł.
Według legendy Iwan Szyszman zbiegł z oblężonego Tyrnowa i przez pięć lat walczył z Turkami w ostępach górskich między Sredcem a Samokowem, aż padł w nierównym boju. Chociaż turecki żołnierz cięciem szabli odciął mu głowę, rozpędzone ciało cara biegło dalej. W miejscu, gdzie padło, wytrysnęło siedem źródeł zwanych Carewi kładency (Carskie źródła). W ich pobliżu Bułgarzy wznieśli grób swego ostatniego cara oczekując, że któregoś dnia zmartwychwstanie i odbuduje swe państwo. Iwan Szyszman jest świętym Bułgarskiego Kościoła Prawosławnego.

## Rodzina
|  |  |             |                    |                    |                                    |                                     |                                     |                                   |                  |                  |                  |  |  |
|  |  |             | 1 Teodora Wołoszka | 1 Teodora Wołoszka |                                    | Iwan Aleksander (panował 1331–1371) | Iwan Aleksander (panował 1331–1371) | 2 Sara (Teodora)                  | 2 Sara (Teodora) | 2 Sara (Teodora) | 2 Sara (Teodora) |  |  |
|  |  |             |                    |                    |                                    |                                     |                                     |                                   |                  |                  |                  |  |  |
|  |  |             | 1                  | 1                  | 1                                  | 1                                   | 2                                   | 2                                 | 2                | 2                | 2                |  |  |
|  |  | Michał Asen | Michał Asen        | Kera Tamara        | Kera Tamara                        | Iwan Szyszman (panował 1371–1395)   | Iwan Szyszman (panował 1371–1395)   | Iwan Asen                         | Iwan Asen        | Wasilisa         | Wasilisa         |  |  |
|  |  |             | Iwan Asen          | Iwan Asen          | Iwan Stracimir (panował 1371–1396) | Iwan Stracimir (panował 1371–1396)  | Keraca Maria (ur. 1348, zm. 1390)   | Keraca Maria (ur. 1348, zm. 1390) | Desisława        | Desisława        |                  |  |  |